# Edward Elgar
Sir Edward Elgar, angleški skladatelj, * 2. junij 1857, Broadheath (Worcester), † 23. februar 1934. 
Elgar se je iz skromnih razmer prebil med osrednje umetniške osebnosti svoje dežele. Bil je sin uglaševalca klavirjev in trgovca z instrumenti. Zaradi pomanjkanja sredstev nikoli ni prejel sistematične glasbene izobrazbe, vendar se je že od mladosti preživljal kot glasbenik. Najprej je bil organist v domači cerkvi in violinist v worchesterskem orkestru, začel je dirigirati in skladati. Kljub obsežnemu opusu in nedvomnemu talentu se dolgo ni mogel prebiti. Zaslovel je leta 1899 z Variacijami Enigma, ki jim je sledil nič manj slavni oratorij Gerontijeve sanje. Od tedaj so ga obsipali s častmi, postal je plemič (častni naziv Sir) in častni član mnogih akademij in univerz. Poznan je tudi kot avtor enega najlepših romantičnih koncertov za violončelo in orkester, ki ga je v poustvarjalnem smislu najbolje promovirala umetnica Jacqueline du Pre; glej: Koncert za violončelo in orkester (Elgar). Med večkrat izvajana dela sodi tudi prva iz cikla skladb Pomp and Circumstance. 